# L'Afrance
Pour l’article ayant un titre homophone, voir La France.
Pour le territoire de fiction, voir Afrance.
Pour plus de détails, voir Fiche technique et Distribution.
L'Afrance est un film français réalisé par Alain Gomis, sorti en 2001.

## Synopsis
El Hadj est un étudiant sénégalais qui fait des études en France, avec l'intention de revenir au Sénégal une fois celles-ci terminées pour participer au développement de son pays. Mais des problèmes de carte de séjour le font se retrouver en centre de rétention.
Que doit-il faire ? Rester en France, clandestin sans papiers ? Faire un mariage blanc pour continuer ses études ? Rentrer au pays ?

## Fiche technique
- Titre original : L'Afrance
- Réalisation : Alain Gomis
- Scénario : Alain Gomis
- Adaptation et dialogues : Pierre Schöller, Xavier Christiaens, Nathalie Stragier, Marc Wels
- Décors : Philippe Barthélémy
- Costumes : Claire Chanat
- Photographie : Pierre Stoeber
- Son : Erwan Kerzanet
- Montage : Fabrice Rouaud
- Scripte : Sophie Audier
- Régisseur général : Yorick Bettaver
- Musique : Patrice Gomis
- Production déléguée : Anne-Cécile Berthomeau, Édouard Mauriat
- Production exécutive : Éric Idriss Kanango
- Société de production : Mille et Une Productions
- Société de distribution :  Ciné Classic
- Pays d’origine :  France
- Langue originale : français
- Format : couleur — 35 mm — 1,66:1 — son Dolby DTS
- Durée : 90 minutes
- Genre : drame
- Dates de sortie : 
  - Suisse : 10 août 2001	(Festival international du film de Locarno) (première)
  - France : 30 janvier 2002

## Distribution
- Djolof Mbengue : El Hadj Diop
- Delphine Zingg : Myriam Bechet
- Samir Guesmi : Khalid
- Théophile Sowié : Demba
- Bass Dhem : Chérif
- Albert Mendy : Oumar
- Thierno Ndiaye Doss : Le père
- Oumar N'Diaye : Papis
- Louis Beyler : le professeur
- Joséphine Mboub : Awa
- Seybani Sougou : Jean
- Gérard Tallet : le docteur
- Éric Franquelin : le juge
- Sylvia Wels : l'avocate
- Alioune Ndiaye : El Hadj enfant
- Bruno Lapassatet : le vagabond
- Marie-Louise Mendy : la mère d'El Hadj
- Francois-Noel Bing : un policier
- Odile Goudabiaby : la mère de Papis
- Géry Bouchez : l'étudiant portugais
- Guy Garçon : l'homme au bar
- Jean-Pierre Gérardin : le propriétaire du bar
- Axel Kiener : l'étudiant suédois
- Mohamed Remani : le retraité
- Abdelraman Latrache : l'employé du consulat
- Philippe Sessi : le gagnant de la loterie
- Abdoulaye Dia : le marabout
- Abalye Diouf : l'instituteur
- Laurence Frémont : la femme mariée
- Jean-Michel Page : le policier dans la rue
- Anna Mendy : la petite fille dans le bus

## Distinctions

### Récompenses
- Festival international du film de Locarno 2001[1] : Léopard d'argent du premier film, Prix du Jury œcuménique, Prix du Jury Jeune
- Festival Premiers Plans d'Angers 2002 : Prix du Groupement National des Cinémas de Recherche[2]
- Festival panafricain du cinéma et de la télévision de Ouagadougou (FESPACO) 2002 : prix Oumarou Ganda de la première œuvre[3]
- Sélection au Festival international du film francophone de Namur 2001, Bayard d'Or du Meilleur Film Francophone [4]

### Sélections
- Sélection au Festival International du Film de Toronto 2001 [5]
- Sélection au Festival du film de Sundance 2002 [6]
- Sélection Officielle Longs Métrages au Festival international du film de Rotterdam 2002 [7]

## Production
Le titre du film est tiré d'une bande dessinée. Il a été choisi par le réalisateur, car il a deux significations : une contraction entre Afrique et France et un « a » privatif (a-France). Ce qui correspond bien au personnage qui fait ses études en France, mais aussi à la France qu'on ne voit pas.

« L'idée du film a germé lorsque je suis allé voir quelqu'un de ma famille en centre de rétention. Dans ces endroits, on n'est pas enfermé pour ce que l'on a fait mais pour ce que l'on est. L'autre élément de départ est que l'on voit toujours des histoires d'étrangers qui veulent venir en France et jamais des personnes qui veulent rentrer dans leur pays. Pourtant, dans mon entourage, je ne connais que des Africains qui veulent retourner chez eux. »

— Interview d'Alan Gomis sur le site Allociné, 1er février 2002

## Témoignages ou avis sur le film
« Ce premier long-métrage d'Alain Gomis, jeune réalisateur n'ayant jusqu'à ce film qu'un court à son actif, frappe par sa richesse. Il peint à la fois la force vive contenue dans un instant et le caractère structurel de toute existence, architecture à l'intérieur de laquelle chaque pas est susceptible de modifier ceux qui le précèdent ou devancent. L'homme est un et indivisible, déclare "L'Afrance". À l'heure du découpage et du réductionnisme de l'individu pour mieux le faire entrer dans les cases de sa fonction et de son emploi, c'est à ces mots qu'il faut nous rallier. »

— Manuel Merlet, Fluctuat

« En racontant l'histoire d'El Hadj, il donne le sentiment de s'attacher à quelque chose qui n'est ni politico-sociologique ni anecdotique, mais mystérieux : filmer l'être humain dans un monde où il n'est plus qu'une pure formalité. Et plutôt que d'opposer un discours à ceux qui existent déjà, son film invite à abandonner d'abord tout repère. Tout est à refaire, et c'est quand El Hadj se perd dans l'errance qu'il va peut-être se retrouver. Il ne sait finalement plus rien sur la France et l'Afrique, et c'est là qu'il échappe au prêt- à-penser, comme Alain Gomis résiste vaillamment aux facilités du prêt-à-filmer. »

— Frédéric Strauss, Télérama, 30 janvier 2002

« It's a film that wants to explore feelings of ambivalence, and the filmmaker intelligently uses imagery and editing as well as dialogue to convey El Hadj's internal confusion and his increasing physical discomfort. This is magnified after his humiliating treatment by the immigration authorities. (Throughout people are shot in close-up at unusual angles, suggesting that their identities are far from secure.)
(trad.) C'est un film qui veut explorer les sentiments d’ambivalence, et le réalisateur utilise intelligemment les images et le montage, ainsi que le dialogue pour transmettre la confusion que ressent El Hadj par rapport à son inconfort physique croissant. C'est amplifié après le traitement humiliant par les autorités de l'immigration. (Tout au long du film, les gens sont filmés sous des angles inhabituels, suggérant que leur identité est loin d'être assurée). »

— Tom Dawson, BBC, 11 novembre 2003